# Iron & Wine
Iron & Wine (Carolina do Sul, 26 de julho de 1974) é o nome artístico utilizado pelo cantor e compositor estadunidense de folk rock Sam Beam. Beam lançou seu primeiro álbum como Iron & Wine em 2002, intitulado "The Creek Drank the Cradle", pela gravadora Sub Pop. Sua música é comparada a artistas como Simon and Garfunkel, Neil Young, Nick Drake, Elliott Smith e John Fahey. Ele faz tours com a banda completa.

## Biografia
Beam foi criado em Chapin, Carolina do Sul, onde seu pai trabalhava na gestão da terra e sua mãe era uma professora. Quando ele era criança, sua família teve viagens regulares para o país, onde seu avô administrou uma fazenda. Ele participou da Seven Oaks Elementary School, Chapin Middle School, e Chapin High School. Enquanto em casa da faculdade, ele era um garçom no California Dreaming restaurante em Columbia. Beam ganhou um diploma de bacharel em arte pela Universidade de Virginia Commonwealth em Richmond, Virginia. Ele se especializou em pintura antes de se formar na Universidade de Cinema do Estado da Flórida com um grau MFA. Antes do lançamento do primeiro álbum do Iron & Wine, a principal fonte de renda de Beam foi como um professor na Miami International University of Art & Design. Ele estava escrevendo músicas por mais de sete anos, antes de um amigo emprestar um gravador de quatro faixas. Ele começou a fazer demos e deu um para seu amigo Michael Bridwell, irmão do vocalista da banda Band of Horses, Ben Bridwell. Michael entregou a Mike McGonigal, editor da revista Yeti, que escolheu "Dead Man's Will", mais tarde lançado em In the Reins, para inclusão em um dos CDs de compilações de sua revista. Beam mais tarde chamou a atenção do Sub co-proprietário da Pop Records, Jonathan Poneman, que contatou Beam para propor um acordo.

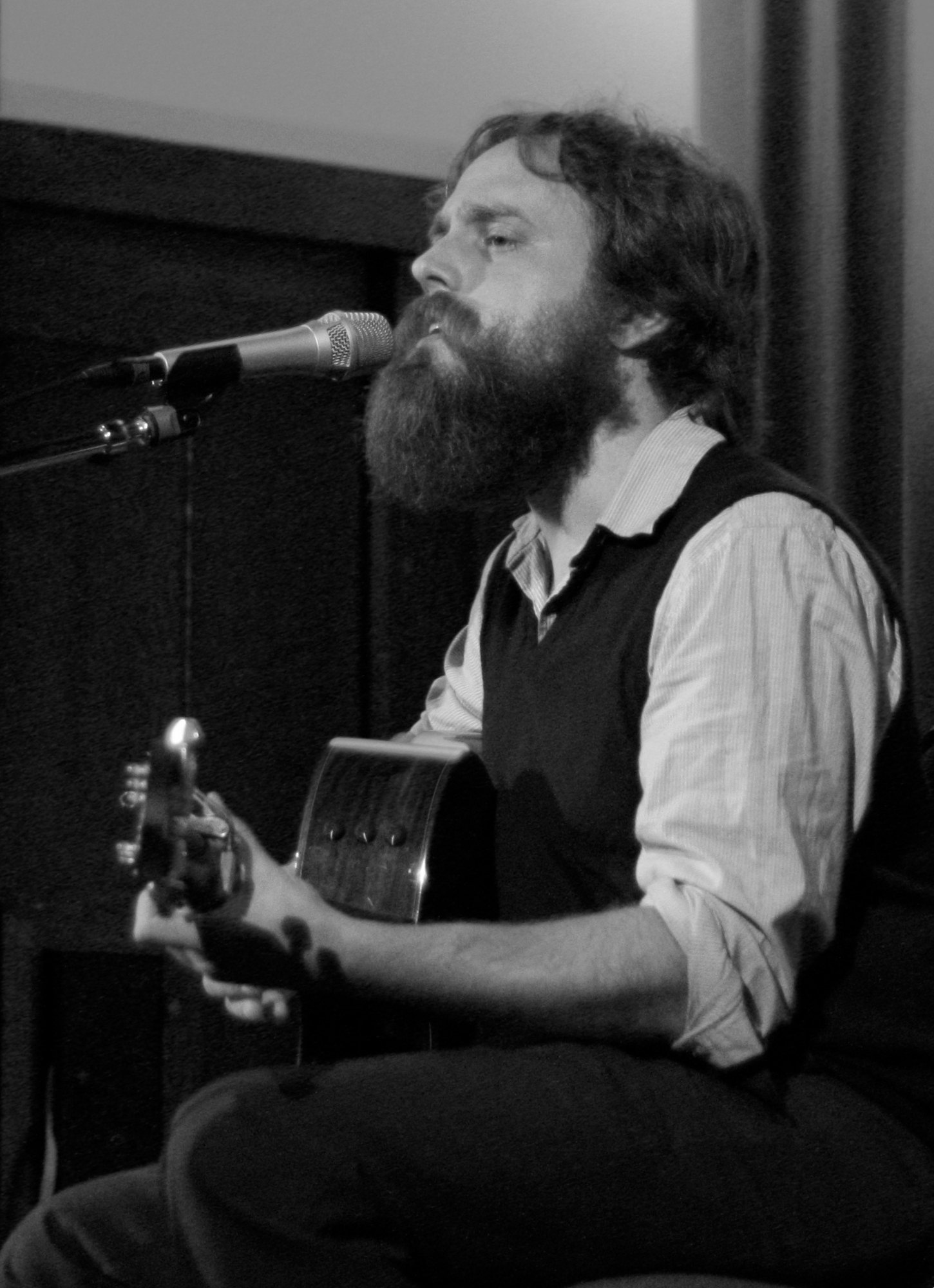
Iron & Wine em 2009

## Carreira musical
Em 2003 foi lançado "The Sea & The Rhythm", um EP que recompilava outras gravações caseiras, que iam na mesma linha do álbum de estréia. O segundo álbum de Beam, "Our Endless Numbered Days", de 2004, foi gravado em estúdio profissional com uma melhora significativa à fidelidade do som. O foco ainda estava no som acústico, mas com o ingresso de outros membros à banda, o som adquiriu uma característica mais diversificada.
Em fevereiro de 2005 Beam lança um EP chamado "Woman King", que amplia ainda mais a variabilidade de sons, incluindo agora guitarras. Cada música inclui uma figura espiritual feminina com um embasamento bíblico, apesar de Beam se declarar agnóstico.
Um cover gravado por Iron & Wine da música Such Great Heights, do The Postal Service, foi incluído em um comercial de chocolates M&M's, no filme Hora de Voltar, de 2004, e em um comercial da Ask.com em 2006. Beam gravou também a música "The Trapeze Swinger" para o filme Em Boa Companhia, de 2004.
Em fevereiro de 2005, ele lançou um EP intitulado "Woman King", que se expandiu sobre os sons de seu LP anterior com a adição de guitarras elétricas. Cada faixa apresenta uma figura feminina espiritual, e tinha conotações bíblicas sutis.
O EP "No Reins", uma colaboração com a banda de rock do Arizona Calexico, foi lançado em setembro de 2005. Beam escreveu todas as canções do EP anteriores, mas Calexico acrescentou suamarca registrada do rock do sudoeste, música mexicana tradicional e jazz ao arranjos das músicas. Várias faixas, mais notavelmente, "Burn That Broken Bed", instrumentos de característica de bronze, uma primeira vez para a música de Beam.
O terceiro álbum do Iron & Wine, intitulado The Shepherd's Dog, foi lançado em 25 de setembro de 2007. Este álbum foi eleito um dos dez melhores de 2007 pela Paste Magazine. Contribuintes incluídos são: Joey Burns e Paul Niehaus do Calexico, bem como músicos de jazz Matt Lux e Rob Burger. Quando lhe pediram para descrever o álbum The Independent, Beam observou que "não é um registro propaganda política, mas é definitivamente inspirado por confusão política, porque eu estava realmente tomado de surpresa quando Bush foi reeleito".
Beam lançou a maioria de sua música no iTunes, incluindo vários EPs exclusivos. O Iron & Wine iTunes exclusive EP apresenta gravações de estúdio inéditas, incluindo uma tampa Stereolab e duas faixas que tinham anteriormente aparecidas em vinil. O Live Session (iTunes Exclusive) apresenta Beam e sua irmã, Sarah Beam, tocando um número de faixas de seus álbuns, bem como um cover do New Order "Love Vigilantes". Sarah Beam tem contribuído backing vocals em muitas das gravações de estúdio de Beam.
A música de Beam já apareceram em séries de televisão como Grey's Anatomy, The L Word e House M.D. "Flightless Bird, American Mouth" foi usada no filme Crepúsculo. A canção foi escolhido especificamente para a cena do baile de finalistas do filme de Kristen Stewart, a liderança feminina, e aparece na trilha sonora do filme.
O álbum de B-sides e raridades Around the Well foi lançado em 2009. Iron & Wine, também contribuiu com a canção "Stolen Houses (Die)" para o álbum beneficente contra a AIDS Dark Was the Night produzido pela Red Hot Organization.
Em 26 de novembro de 2010 Iron & Wine lançou uma edição especial Record Store Day Black Friday em 12 vinyl e CD single chamado, Walking Far From Home para lojas de discos independentes.
Kiss Each Other Clean quarto álbum do Iron & Wine, foi lançado em 25 de janeiro de 2011 pela Warner Bros Records na América do Norte e 4AD para o resto do mundo. Com este álbum, Beam misturou seus estilos anteriores com uma influência pop mais forte.
O quinto álbum de estúdio do Iron & Wine, Ghost on Ghost, foi lançado em 15/16 de Abril 2013 pelo Nonesuch Records na América do Norte e 4AD para o resto do mundo. Ghost on Ghost marcou uma maior exploração nos sons pop de Kiss Each Other Clean ao mesmo tempo, exibindo influências de jazz e R&B, com o baterista de jazz Brian Blade contribuindo para o álbum.
Em janeiro de 2014, durante a gravação o vórtice polar em Chicago, Sam Beam e seu colaborador regular de Brian Deck, co-produziu oito das dez músicas do álbum The Comanche Horse do Chadwick Stokes em 2015.
Em fevereiro de 2015, Iron & Wine lançou um novo álbum de estúdio, Archive Series: Volume 1, que apresenta canções inéditas gravadas durante o mesmo período que The Creek Drank the Cradle. As capas do álbum Sing Into My Mouth foi lançado 17 de julho; foi gravado com o vicalista do Band of Horses Ben Bridwell.

## Vida pessoal
Beam, sua esposa Kim, e suas cinco filhas vivem em Durham, Carolina do Norte. Ele foi criado no cinturão da Bíblia como um cristão, mas agora é um agnóstico:. "Isso foi um momento confuso para mim, mas eu não sinto que fui enganado. Eu não sou um ateu. Há um mundo invisível inegável que algumas pessoas chamam de Deus e pensam que sabem mais sobre do que outras pessoas. Eu tento não ficar pendurado sobre os nomes."
Em 2011, um retrato de Beam foi pintado pelo artista britânico Joe Simpson. A pintura foi exibida em todo o Reino Unido, inclusive em uma exposição individual no The Royal Albert Hall.

## Shows no Brasil
Em setembro de 2015, Iron & Wine se apresentou no Brasil, nas cidades de Rio de Janeiro e São Paulo. No rio, o show foi realizado pelo Queremos!.

## Discografia

### Álbuns[16]
- The Creek Drank the Cradle (2002)
- Our Endless Numbered Days (2004)
- The Shepherd's Dog (2007)
- Kiss each other clean (2011)
- Ghost on Ghost (2013)
- Sing Into My Mouth (2015)
- Love Letter For Fire (2016)
- Beast Epic (2017)

### Coletâneas
- Around the Well (2009)

### Ao vivo
- Iron & Wine Live Bonnaroo (2005)
- Norfolk (2009)

### EPs
- Iron & Wine Tour EP (2002)
- The Sea & The Rhythm (2003)
- Iron & Wine iTunes Exclusive EP (2004)
- Woman King (2005)
- In the Reins (com Calexico) (2005)
- Live Session (iTunes Exclusive) EP (2006)
- Live at Lollapalooza 2006: Iron & Wine - EP (2006)

### Singles
- "Call Your Boys b/w Dearest Forsaken" (2002)
- "No Moon" b/w "Sinning Hands" (2004)
- "Passing Afternoon" (2004)
- "The Trapeze Swinger" (iTunes Only) (2005)
- "Such Great Heights" (Cover) (2006)
- "Boy with a Coin" (2007)
- "Lovesong of the Buzzard" (2008)
- "Flightless Bird, American Mouth" (2008)
- "Dark Eyes" (com Calexico) (2006)
- Call it Dreaming (2017)

### Trilhas sonoras
- The O.C. (2004)
- Garden State (2004)
- In Good Company (2004)
- I'm Not There (2007)
- Twilight (2008)
- House, M.D. (2004)
- Grey's Anatomy (2010)
- The Last Song (2010)
- Breaking Dawn - Part 1 (2011)
- Go On (2012)